# 付和雷同
| ウィキペディアには「付和雷同」という見出しの百科事典記事はありません（タイトルに「付和雷同」を含むページの一覧/「付和雷同」で始まるページの一覧）。 代わりにウィクショナリーのページ「付和雷同」が役に立つかもしれません。 |